# Karl Gerhardt (réalisateur)
Pour les articles homonymes, voir Gerhardt.
Karl Gerhardt, nom de scène de Karl Lorenz Maximilian Gerhard (né le 21 novembre 1869 à Langenlois, mort le 17 juillet 1931 à Berlin) est un acteur et réalisateur autrichien.

## Biographie
Fin octobre 1919, Karl Gerhardt répond à un appel de son compatriote Joe May, qui avait contribué au scénario d'au moins deux œuvres de Gerhardt en 1916, dont un film policier de Joe Deebs, et retourne à Berlin le mois suivant pour tourner la septième partie du film monumental Die Herrin der Welt.

## Filmographie
en tant que réalisateur, sauf indication contraire
- 1914 : Des Türmers treuer Freund
- 1916 : Ein einsam Grab
- 1916 : Das rätselhafte Inserat (de)
- 1917 : Der Treubruch
- 1919 : Die Aushilfsgattin
- 1919 : Der Mord in der Kohlmessergasse
- 1919 : Die Herrin der Welt, 7. Teil: Die Wohltäterin der Menschheit
- 1920 : Johannes Goth
- 1920 : Die Jagd nach dem Tode (de)
- 1920 : Das Blut der Ahnen
- 1920 : Die Augen der Maske
- 1922 : Die geheimnisvollen Piraten
- 1922 : Jussuf el Fanit, der Wüstenräuber (aussi acteur)
- 1922 : Die Flibustier
- 1923 : Tragödie der Liebe (acteur)
- 1923 : Die Gräfin von Paris (acteur)
- 1924 : Gentleman auf Zeit (de)
- 1924 : Dreiklang der Nacht (de)
- 1926 : La Minute tragique
- 1926 : Staatsanwalt Jordan
- 1927 : Der fröhliche Weinberg (acteur)
- 1930 : L'Immortel Vagabond (acteur)
- 1930 : 1914, fleurs meurtries (acteur)
- 1931 : Ihre Majestät die Liebe (de) (acteur)